# ميجيل أوربيجوزو
ميجيل أوربيجوزو (بالإسبانية: Mikel Orbegozo) (15 أبريل 1989 بسان سيباستيان في إسبانيا - ) هو لاعب كرة قدم إسباني في مركز الهجوم. لعب مع أتلتيك بيلباو ب وخيمناستيك طركونة وريال سوسيداد ب ونادي أموريبايتا ونادي سيستاو ريفر ونادي كومبوستيلا.

## وصلات خارجية
- ميجيل أوربيجوزو على موقع قاعدة بيانات كرة القدم.إي يو (الإنجليزية)
- ميجيل أوربيجوزو على موقع Soccerway.com (الإنجليزية)